# Leopold Mozart
Johann Georg Leopold Mozart (Augsburg, 14. studenoga 1719. – Salzburg, 28. svibnja 1787.), njemačko-austrijski skladatelj i otac poznatog glazbenog genija Wolfganga Amadeusa Mozarta. 

## Život
Leopold Mozart rođen je u Augsburgu kao sin knjigoveže Johanna Georga Mozarta (1679. – 1736.). Studirao je teologiju u Salzburgu, no više zanimanja pokazuje za glazbu. Godine 1740. postaje violinist i komornik grofova Thurn und Taxis.
Ženi se 1747. godine Annom Marijom Pertl, s kojom je imao sedmoro djece. Samo dvoje od njihove djece doživjelo je određenu starost koji su već u djetinjstvu postali glazbena čuda od djece: Maria Anna Mozart (nazvana Nannerl) i Wolfgang Amadeus Mozart. 
Leopold Mozart bio je dvorski kapelnik i skladatelj na tadašnjem dvoru salzburškog nadbiskupa. U današnje doba uglavnom je poznat kao otac i pedagog genijalnog sina, iako je skladao djela koja se i danas izvode. Iste godine kada je rođen njegov sin Wolfgang (1756.) napisao je djelo Versuch einer gründlichen Violinschule, koja predstavlja izvor za današnja saznanja o glazbenoj praksi 18. stoljeća.
Odnos oca i sina očito je zahladio oko 1781./1782. godine, kada se Wolfgang nastanio u Beču i oženio "jednom Webericom". U kasnijim pismima svojoj kćeri Nannerl spominje Wolfganga Amadéa bez imena, navodeći ga samo kao "tvoj brat". Leopold Mozart suprotstavljao se braku svog sina s Constanze Weber te je tijekom jedne posjete Beču kritizirao Wolfgangovu neuhranjenost, njihov neuredan stan i katastrofalnu financijsku situaciju.
Kao uzrok smrti Leopolda Mozarta navodi se otvrdnuće želuca, što se eventualno može povezati s rakom želuca.
Leopold Mozart je kao i Wolfgang bio član lože slobodnih zidara "Zur wahren Eintracht" u Beču.

## Djela
- Eine musikalische Schlittenfahrt (Glazbena vožnja saonicama)
- Simfonija u D-duru "Die Bauernhochzeit" (Seljačko vjenčanje)